# Список церквей и церковных зданий Корка
Список церквей и церковных зданий Корка содержит полный список церквей и церковных зданий города Корка в Ирландии. Под церковными зданиями понимаются любые здания, когда-либо построенные для проведения религиозных служб, которые в настоящее время могут использоваться для иных целей.
Основателем и покровителем города Корка считается святой Финбарр, который VI веке нашей эры  возглавил монашескую общину, укрывшуюся на обширном болоте Корках-Мор-на-Муван («Великое болото Манстера») между двумя рукавами реки Ли. В этом убежище святой Финбарр и его ученики провели около 17 лет . После чего в 606 году Финбарр основал церковь и монастырь на известняковой скале на высоком правом берегу южной протоки реки Ли. Сейчас в этом месте находится англиканский Собор Святого Финбарра, посвящённый святому. Ещё две католические церкви, посвящены покровителю Корка Святому Финбару (это №№ 5 и 6 списка).
| №  | Названия; годы службы                                                                                         | Конфессия                                         | Изображение | История; Местоположение |
| -- | --- | ------------------------------------------------- | ----------- | --- |
| 1  | Церковь Святой Троицы англ. Holy Trinity Church 1890-наст. время                                              | католическая                                      |             | Церковь Святой Троицы, также известная как Мемориальная церковь отца Теобальда Мэтью, является римско-католической неоготической церковью при мужском монастыре на набережной Фазер Мэтью Куэй, на берегу протоки реки Ли в городе Корке. Она принадлежит Ордену младших братьев-капуцинов и является единственной церковью, посвящённой отцу Теобальду Мэтью. |
| 2  | Церковь Святой Анны англ. Church of St Anne 1722-наст. время                                                  | Англиканская церковь Ирландии                     |             | Церковь Святой Анны построена в XVIII веке на месте старого разрушенного храма. Здесь хранится небольшая экспозиция изданий Библии XVII века. Современная постройка знаменита самыми большими башенными часами в Корке, а также своими 8 колоколами и высокой колокольней, которая является хорошей смотровой площадкой. Туристы могут подняться на звонницу и ударить в колокола за отдельную плату. |
| 3  | Собор Пресвятой Девы Марии и Святой Анны англ. Cathedral of St Mary and St Anne 1808-наст. время              | католическая                                      |             | |
| 4  | Собор Святого Финбарра англ. Cathedral Church of Saint Fin Barre 1879-наст. время                             | Англиканская церковь Ирландии                     |             | |
| 5  | Южная церковь Св. Финбарра англ. St. Finbarr's South Church 1766-наст. время                                  | католическая                                      |             | |
| 6  | Соборная часовня Святого Финбарра англ. Saint Finbarr's Collegiate Chapel, "Honan Chapel" 1916-наст. время    | католическая                                      |             | |
| 7  | Церковь Святых Петра и Павла англ. Saints Peter and Paul's Church 1874-наст. время                            | католическая                                      |             | |
| 8  | Церковь Христа англ. Christ Church or Triskel Christchurch; 1720-1979                                         | Англиканская церковь Ирландии                     |             | |
| 9  | Церковь Святого Петра англ. St Peter's Church; 1788-1949                                                      |                                                   |             | Церковь Св. Петра впервые упоминается в указе 1199 года, но «только в 1306 году есть четкое указание на нее как на приходскую церковь» (Брэдли и др. 1985, 76). Карта Хардимана (ок. 1601 г.) изображает однонефное строение без проходов, трансептов или башни. Снесена в 1782 г., нынешняя церковь построена в 1785-8 гг., башня на восточном конце добавлена в 1838 г. (Хенчион 1988, 110). История прихода церкви Святого Петра восходит к 1270 году, когда король Генри III предоставил покровительство этой церкви епископу Корка. В 1949 году службы в Церкви Святого Петра прекратились. С тех пор церковное здание много раз ремонтировалось. В 1980-х годах в стенах церкви работала швейная фабрика. Позднее некоторое время использовалась как склад. В 2016 году на управление этим зданием получила компания L. W. Management. Здание используется как выстовочный центр, площадка для провдения различных мероприятий и концертов.                                                                    |
| 10 | Доминиканская церковь и монастырь Святой Марии англ. St. Mary's Dominican Church and Priory; 1839-наст. время | католическая                                      |             | Церковь Святой Марии и Доминиканский монастырь на Папской набережной (Pope's Quay) находятся в ведении Доминиканского ордена. В монастыре размещается местная бщина доминиканских монахов и послушников. Строительство началось в 1832 году, а открытие церкви состоялось 20 октября 1839 года. Архитектор Кернс Дин, протестант из семьи архитекторов, работал бесплатно. В 1850 году архитектор Уильям Аткинс построил монастырь в неороманском стиле. Джордж Голди спроектировал элементы святилища (включая кафедру и главный алтарь). Масштабная реконструкция церкви состоялась в 1991 году. |
| 11 | Церковь Богоматери Розарии Фатимской англ. Church of Our Lady of the Rosary of Fatima                         | Cначала Англиканская позднее католическая         |             | Церковь была построена как церковь Святой Марии и принадлежала англиканской церкви Ирландии. Проект здания был разработан архитектором У. Х. Хиллом. Фрэнсис Уайз пожертвовал более 6000 фунтов стерлингов в фонд строительства. В 1879 году здание перешло католической церкви и было освящено как церковь Богоматери Розарии Фатимы. |
| 12 | Церковь Непорочного Зачатия англ. Church of the Immaculate Conception 1880-наст. вр.                          | католическая                                      |             | Церковь была спроектирована Джорджем Эшлином в романском стиле во второй половине XIX века и построена около 1880 года. С примерно 1905 года до 1935 года её площадь расширена под руководством Джеймса Ф. Макмаллена. При строительстве здания были использованы такие материалы, как красный кирпич, серый известняк, синий керамический кирпич и фиолетовый сланец. Сохранение примечательных деталей интерьера, таких как витражи и мозаика, добавляет художественное значение этому строению. |
| 13 | Баптистская церковь в Корке англ. Cork Baptist Church 1892—наст. время                                        | баптистская                                       |             | Баптистская община существует в Корке с XVII века. И первоначально для церковных служб эта община использовала здания в других частях города. Современная церковь была открыта на Кинг-стрит, ныне МакКертейн-стрит, в 1892 году. Фасад церкви сложен из красного кирпича, в то время как прочие стены построены из камня. Стропила крыши сделаны из смоляной сосны. В 1908 году в церковь было проведено электричество. В 1979 году был пристроен верхний этаж. |
| 14 | Церковь Вознесения Господня англ. Church of the Ascension 1955—наст. время                                    | католическая                                      |             | Церковь Вознесения Господня находится в северном пригороде на высоком холме, возвышающемся на центральной частью города. Она прекрасно видна почти отовсюду. Эта церковь была построена и открыта в 1955 году – изначально она служила внешней церковью Кафедрального собора, до тех пор пока 1 июля 1969 года не получила статус прихода, который называется Гурранабрахер/Черчфилд (по-ирландски Garrán na mBráthar, что означает "Роща Братьев"). |
| 15 | Церковь Святого Семейства англ. Holy Family Church                                                            | Сначала методистская церковь позднее католическая |             | В 1895 году была построена как методистская церковь для общины из близлежащих Викторианских казарм. С 1949 года перешла под римско-католическую юрисдикцию. В середине двадцатого века были перестроены интерьеры в соответствии с требованиями римско-католической литургии. |
| 16 | Церковь Святого Франциска англ. Saint Francis's Church                                                        |                                                   |             | |
| 17 | Церковь Святого Августина англ. St. Augustine's Church                                                        |                                                   |             | [ 16 ] |
| 18 | Церковь Святого Павла англ. St Paul's Church                                                                  |                                                   |             | |
| 19 | Красное аббатство англ. Red Abbey 1306-1641                                                                   | католическая                                      |             | |
| 20 | Церковь Святого Патрика англ. Saint Patricks Church                                                           | католическая                                      |             | |
| 21 | Церковь Святого Николая англ. St Nicholas's Church; 1850-1990-е                                               | Англиканская церковь Ирландии                     |             | Изначально Церковь Святого Николая была постороена честь победы в 1174 году в Корке англо-нормандцев над датскими викингами. В 1270 году епископ Корка пожаловал эту церковь аббатству Святого Фомы в Дублине. Во время осады Корка в 1690 году церкви был нанесён серьёзный ущерб. Только в 1720 году протестантский епископ Корка Питер Браун выделил средства на строительство новой церкви. Средства для строительства были получены за счет пошлин на уголь, который ввозился в Корк. Современная церковь заменила более раннюю на том же месте. Она была построена в 1850 году по проекту Джозефа Уэлленда, при этом над проектом шпиля работал Уильям Аткинс, а над окнами трансепта Хеммингс. В начале 1990-х годов службы прекращены и церковь закрылась, а внутренняя отделка и убранство демонтированы. Начиная с 2005 года, в здании церкви и на прилежащей церковной территории находились помещения Службы пробации Департамента юстиции (места для адаптации бывших преступников после освобождения). |
| 22 | Церковь Троицы англ. Trinity Presbyterian Church; 1862-наст. вр.;                                             | Пресвитерианская церковь                          |             | Пресвитерианская церковь построена в стиле готического возрождения в 1861 году. Она стоит на возвышенном месте и видна из многих частей города. Проект приписывается английскому архитектору Джону Таррингу. |
| 23 | Церковь Святого Винсента англ. St. Vincent's Church 1856-2016                                                 | католическая                                      |             | Церковь Святого Винсента была первоначально спроектирована архитектором из Слайго Джоном Бенсоном (1812-1874). Церковь была официально открыта в июле 1856 года, но в то время она была незакончена, и задача довести здание до конца выпала Джорджу Голди. В 2016 году службы приход был закрыт и оставшиеся прихожане перешли в Собор Пресвятой Девы Марии и Святой Анны. В 2019 году здание церки приобрёл университет. |
| 24 | Церковь Святого Луки в Дугласе англ. St Luke's Church 1875-наст. время                                        | Англиканская церковь Ирландии                     |             | [ 23 ] |
| 25 | Церковь Святого Луки англ. St Luke's Church 1889-2003                                                         | Англиканская церковь Ирландии                     |             | |
| 26 | Церковь Святого Иосифа англ. St Joseph's Church; 1881-е - наст. вр.                                           | католическая                                      |             | Римско-католическая церковь Святого Иосифа построенная в 1881 году и относится к викторианскому периоду в архитектуре. Мраморная доска с надписью и бюст напаминают о священнике-основателе церкви, преподобном Шихане. Его могила находится ряом с церковью.. |
| 27 | Церковь Святой Марии на Холме англ. St Mary's on the Hill Church 1980-наст. вр.                               | католическая                                      |             | Церковь Святой Марии на Холме была освящена 1980 году. Она служит примером новых решений церковной архитектуры, которые распространились в Ирландии после Второго Ватиканского собора (1963-1965). Были использваны новые материалы и инженерные разработки. Алтарная часть и пространство для прихожан ещё меньше, чем обычно, отделены друг от друга, это типично для церковного дизайна того времени. Эта церковь отличается необычным профилем крыши с сужающимся шпилем. Она создает важную центральную вертикаль в жилом пригороде Корка Нокнахини. англ. St Mary's on the Hill Church |
| 28 | Церковь Святого Михаила англ. St Michael's Church 1962-наст. вр.                                              | католическая                                      |             | Католическая церковь Святого Михаила была спроектирована и постороена Джеймсом Рупертом Бойдом Барреттом в 1962 году. Более ранняя церковь на этом месте была уничтожена пожаром. План церкви соответствует традиционным формам в расположении нефа и проходов, но шпиль, крыльцо и дизайн окон имеют ярко выраженный модернистский оттенок и характерны для архитектора. Эту церковьи отличает простота её формы и дизайна. |
| 29 | Церковь Святого Михаила англ. St Michael's Church 1827-наст. вр.                                              | Англиканская церковь Ирландии                     |             | Англиканская Церковь Святого Михаила в Блэкроке была построена в 1827 году. Архитекторами были братья Джордж и Джеймс Пейны. Первоначально она была построена как часовня облегчения (для отдыха) при соборе Святого Финбарра. Ирландский архитектор Уильям Хилл принимал участие в её ремонте после удара молнии в январе 1836 года. Интерьеры церкви в отличном состоянии. А на окружающем её кладбище сохранилось много интересных образцов погребальной скульптуры XIX века. |
| 30 | Церковь Святого Колумбы англ. St Columba's Church                                                             | католическая                                      |             | Церковь Святого Колумбы была построена в 1814 году. Это хороший образец ирландской католической церкви XIX века. Она сохранила свою историческую форму вместе с большей частью своей ранней структуры. Высокое мастерство архитектора и строителей проявляется в решетчатых окнах и отделке штукатуркой, а внутри — в витражах, тонкой резьбе и украшенной апсиде. Церковь Св. Колумбы, англикаская церковь св. Луки и расположенная рядом с ними бывшей национальной школой образуют группу, которая сыграла значительную роль в местной социальной структуре. |
| 31 | Церковь Успения Пресвятой Богородицы англ. Church of the Assumption                                           | католическая                                      |             | |
| 32 | Церковь Крестного Пути англ. Church of the Way of the Cross                                                   |                                                   |             | |
| 33 | Церковь Христа Царя англ. Christ the King Church 1931-наст. время                                             | католическая                                      |             | |
| 34 | Церковь Богоматери Коронованной англ. Church of Our Lady Crowned                                              |                                                   |             | |
| 35 | Церковь Святого Духа англ. Church of the Holy Spirit                                                          |                                                   |             | |
| 36 | Церковь Воскресения Христова англ. Church of the Resurrection                                                 |                                                   |             | |
| 37 | Церковь Святого Креста в Маоне англ. Holy Cross Church, Mahon 1986-наст. время                                | католическая                                      |             | |
| 38 | Церковь Святого Патрика в Рочестауне англ. St. Patrick's Church, Rochestown 1991-наст. время                  | католическая                                      |             | |